# Пу И
Айсин Джоро Пу И, известен накратко като Пу И (на китайски: 溥儀; 7 февруари 1906 г. – 17 октомври 1967 г.), е последния император на Китай и дванадесетия император от манджурската династия Цин.

## Управление
Пу И управлява от 1908 г. под регентството на вдовстващата императрица Лонгю и своя баща Жаифенг (принц Чун), до свалянето на империята и провъзгласяването на Синхайската република в Китай в 1912 г.
През 1934 г. Пу И е провъзгласен за император на марионетната държава Манджоугуо в региона Манджурия на североизточен Китай, която е откъсната от Република Китай и е под властта на Японската империя. Управлението на Пу И в Манджоугуо продължава до нахлуването на съветските войски през август 1945 г. Прекарва известно време във военен лагер край Хабаровск, а през 1950 г. е екстрадиран в Китай, където е в трудов лагер в град Фушун. Освободен е през 1959 г. със специално разрешение на Мао Дзедун.
В началото на 60-те години на XX век Пу И заема длъжността на градинар в Пекин. След като заявява, че приема комунистическата власт в Китай, бившият император става съветник на Мао Дзъдун в политико-консултативния съвет.

## В киното
На Пу И е посветен филмът на Бернардо Бертолучи „Последният император“ от 1987 г.